# Église Saint-Pierre-des-Arcis
L'église Saint-Pierre-des-Arcis est un ancien lieu de culte catholique situé sur l'île de la Cité à Paris. Construite au XVe siècle, l'église est détruite à la fin du XVIIIe siècle.

## Situation
Le parvis de l'église formait une petite place qui s'ouvrait sur la rue de la Vieille-Draperie. Le bâtiment était longé, à l'est par la rue Saint-Pierre-des-Arcis, à l'ouest par une ruelle menant au chevet de l'église Saint-Barthélemy,.

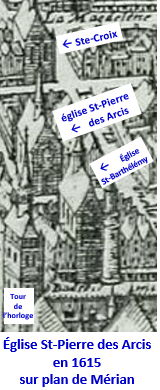
L'église Saint-Pierre-des-Arcis sur le plan de Mérian.
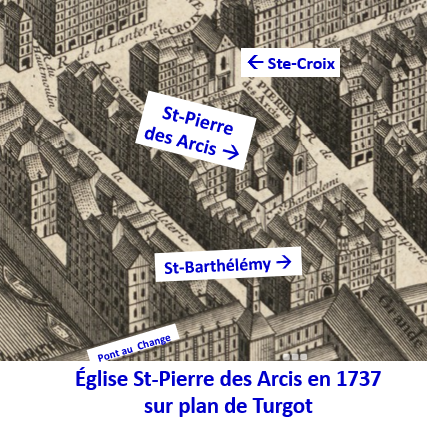
L'église Saint-Pierre-des-Arcis sur le plan de Turgot.
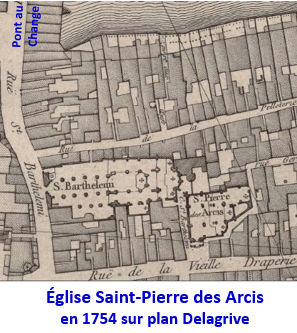
L'église Saint-Pierre-des-Arcis en 1754 sur le plan Delagrive.

## Historique
L'église est fondée en 926, par Theudon, vicomte de Paris, sur le terrain d'une chapelle en ruine qui portait déjà le nom de Saint-Pierre et qui dépendait du monastère de Saint-Éloi. L'origine du nom de l'église est mal connue. Arcis viendrait du latin Arcisterium, signifiant monastère. Une bulle d'Innocent II la désigne sous le nom d'Ecclesia Sancti Petri de Arsionibus. Au XVe siècle, le curé était encore nommé par le prieur de Saint-Éloi.
En 1130, elle est érigée en paroisse de taille modeste, comme la plupart de celles de la Cité, comportant des maisons à l'est de la rue de la Barillerie et l'ouest de la rue de la Vieille-Draperie et comprenant un millier d'habitants. La paroisse fusionna avec celle de Saint-Martial en 1722.
En 1789, lors de la confiscation des biens du clergé, l'église Saint-Pierre-des-Arcis est toujours le siège de l'une des 52 paroisses urbaines du diocèse de Paris. Son curé d'alors, l'abbé Roch-Damien Dubertrand, nommé en 1774, refuse de prêter serment à la Constitution civile du clergé,. Il est automatiquement destitué en janvier 1791 tandis que l'église devenue bien national se trouve désaffectée.
En effet, en février 1791, par une suite de décrets de l'Assemblée Constituante pris sur une proposition de la mairie de Paris, l'église Saint-Pierre-des-Arcis, comme les neuf autres églises de l’île de la Cité, perd son statut de siège de paroisse au bénéfice de la cathédrale Notre-Dame de Paris. Le bâtiment devient ensuite un dépôt de cloches destiné à la fabrication de la monnaie de cuivre.
Le 13 ventôse an V, l'État vend le bâtiment, à charge pour l'acquéreur de percer une rue projetée entre la rue de la Vieille-Draperie et les quais de Seine. L'église est démolie et la rue du Marché-aux-Fleurs est percée en 1812.

## Description
L'église comportait à l'origine un vaisseau de 13,5 mètres sur 6 mètres terminé par une abside semi-circulaire et flanqué d'un collatéral au sud. Elle fut reconstruite vers 1424 avec un vaisseau central de quatre travées flanqué de deux collatéraux, celui du sud étant plus long.
La place Saint-Pierre sur laquelle donnait l'église fut remplacée après 1522 par deux chapelles. Le portail fut reconstruit en 1702 par l'architecte Jean-François Lanchenu.